# Москва и московчани
„Москва и московчани“ (на руски: Москва и москвичи) е сборник с очерци на руския писател Владимир Гиляровски, издаден първоначално през 1926 година и в разширен вид през 1935 година.
Авторът, който работи дълги години като репортер в московския печат, описва в книгата различни страни от ежедневния живот на града в края на XIX и първите години на XX век – от живота в най-бедните квартали до градските пазари, артистичните среди и известни фризьори. Гиляровски започва да работи върху сборника през 1912 година и го публикува през 1926 година. През 1931 година издава продължението „Записки на московчанина“, а малко след смъртта му през 1935 година излиза и подготвяното то него ново издание на „Москва и московчани“, включващо първите две книги и допълнителен материал.
„Москва и московчани“ е издадена на български през 1982 година в превод на Филип Гинев.